# I Blame the World
I Blame the World (lit. ‘Culpo el món’) és el segon àlbum d'estudi de la cantautora estatunidenca Sasha Alex Sloan. Va ser publicat el 13 de maig de 2022 per RCA Records i el precedeix Only Child (2020). L'àlbum conté onze cançons, tres de les quals són senzills. Ha estat produït principalment per King Henry, actual parella de la cantant, que també l'ha coescrit. Els temes de les cançons es basen notòriament en qüestions existencialistes.
A tall de promoció de l'àlbum, Sloan va cantar el senzill homònim al Jimmy Kimmel Live! el 26 d'abril de 2022. El maig de 2022, va fer de telonera del grup estatunidenc LANY en un tour per Austràlia i Nova Zelanda. L'estiu del mateix any, es va embarcar en una gira en solitari pels Estats Units, que va començar el 21 de juliol de 2022 al club First Avenue de Minneapolis i va finalitzar el 10 de setembre de 2022 a la ciutat de Nashville.

## Llista de cançons
| Núm.          | Títol                          | Durada |
| ------------- | ------------------------------ | ------ |
| 1.            | «Intro»                        | 0:45   |
| 2.            | «I Blame the World»            | 3:17   |
| 3.            | «Adult»                        | 3:04   |
| 4.            | «Live Laugh Love»              | 3:02   |
| 5.            | «Thank You»                    | 3:10   |
| 6.            | «WTF»                          | 3:02   |
| 7.            | «New Normal»                   | 3:07   |
| 8.            | «Global Warming»               | 3:00   |
| 9.            | «I H8 Myself»                  | 2:48   |
| 10.           | «One Trick Phony»              | 3:03   |
| 11.           | «Hardest Thing I've Ever Done» | 3:42   |
| Durada total: | Durada total:                  | 32:00  |